# 普里馬韋拉 (帕拉州)
普里馬韋拉（葡萄牙語：Primavera），是巴西的城鎮，位於該國北部，由帕拉州負責管轄，始建於1962年2月11日，面積258.6平方公里，海拔高度48米，2010年人口10,268，人口密度每平方公里39.71人。